# Martin Chemnitz (1561–1627)

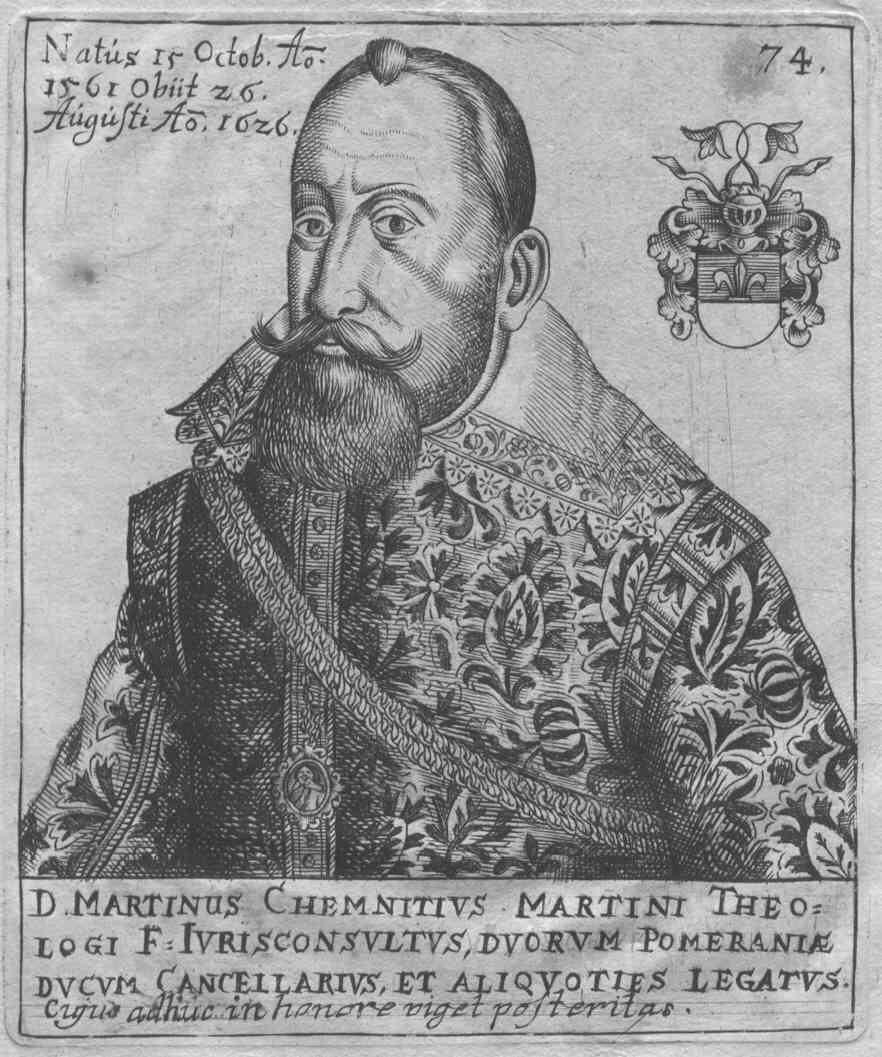
Martin Chemnitz.

Martin Chemnitz (den äldre), född 15 oktober 1561 i Braunschweig, död 26 augusti 1627 i Schleswig, var en tysk jurist; son till Martin Chemnitz, far till Martin Chemnitz och Bogislaus Philipp von Chemnitz. 
Chemnitz blev 1588 juris doktor i Frankfurt an der Oder, 1601 juris professor vid Rostocks universitet samt 1603 geheimeråd och kansler hos hertig Bogislav XIII av Pommern. År 1619 lämnade han efter hertig Filip II:s död pommersk tjänst och flyttade följande år till Schleswig, där han avled som kansler hos hertig Fredrik av Holstein-Gottorp. Redan 1617 hade Chemnitz trätt i skriftväxling med Axel Oxenstierna och tyckes sedan periodiskt ha lämnat den svenske rikskanslern rapporter om den politiska situationen i Nordtyskland.